# François de Sainte-Aldegonde
François de Sainte-Aldegonde was een Franse graaf en militair. Hij was in 1793 als jong officier in Nederlandse dienst een van de verdedigers van Maastricht dat door zijn de revolutie toegewijde landgenoten werd belegerd. Maar het was niet voor eigen militaire verdienste dat hij op 8 maart 1818 door koning Willem I der Nederlanden tot Officier in de Militaire Willems-Orde werd benoemd; hij kreeg nadat een verwant, een in 1816 tot Ridder in de Willemsorde benoemde Adjudant van koning Willem I, in 1817 was overleden op voorspraak van de Nederlandse gezant in Parijs, luitenant-generaal Robert Fagel, het officierskruis in de Militaire Willems-Orde opdat de invloedrijke graven van Sainte-Aldegonde "wederom een getuigenis van 's-konings tevredenheid zouden ontvangen". François de Sainte-Aldegonde was met Lodewijk XVIII naar Frankrijk teruggekeerd en tot luitenant-generaal benoemd.